# Holzwäldchen bei Krofdorf-Gleiberg
Holzwäldchen bei Krofdorf-Gleiberg este o arie protejată (arie specială de conservare — SAC, sit de importanță comunitară — SCI) din Germania întinsă pe o suprafață de 11,38 ha, integral pe uscat.

## Localizare
Centrul sitului Holzwäldchen bei Krofdorf-Gleiberg este situat la coordonatele 50°36′18″N 8°38′09″E / 50.605°N 8.6358°E.

## Înființare
Situl Holzwäldchen bei Krofdorf-Gleiberg a fost declarat sit de importanță comunitară în noiembrie 2004 pentru a proteja 1 specie de animale. Situl a fost protejat și ca arie specială de conservare în martie 2008.

## Biodiversitate
Situată în ecoregiunea continentală, aria protejată conține 2 habitate naturale: Lacuri eutrofice naturale cu vegetație de tip Magnopotamion sau Hydrocharition, Fânețe de joasă altitudine (Alopecurus pratensis, Sanguisorba officinalis).
La baza desemnării sitului se află o specie protejată de  amfibieni: triton cu creastă (Triturus cristatus).
Pe lângă speciile protejate, pe teritoriul sitului au mai fost identificate 1 specie de amfibieni.